# Discothyrea globa
Discothyrea globa é uma espécie de formiga do gênero Discothyrea, pertencente à subfamília Proceratiinae.